# Mesnil-Follemprise
Mesnil-Follemprise település Franciaországban, Seine-Maritime megyében. Lakosainak száma 118 fő (2022. január 1.). Mesnil-Follemprise Ardouval, Bures-en-Bray, Fresles, Les Grandes-Ventes, Osmoy-Saint-Valery és Pommeréval községekkel határos.

## Népesség
A település népességének változása:
| Lakosok száma | 137  | 132  | 136  | 128  | 124  | 120  | 118  | 118  | 118  |
|               | 2013 | 2015 | 2016 | 2017 | 2018 | 2019 | 2020 | 2021 | 2022 |